# Charles Cardale Babington
Charles Cardale Babington, född 23 november 1808 i Ludlow, Shropshire, England, död 22 juli 1895 i Cambridge, var en engelsk arkeolog och botanist. Han valdes in som fellow i Royal Academy 1851 och var ordförande för British Association 1853 och 1861.
Babington var son till läkaren Joseph Babington (en vän till Samuel Wilberforce, biskop i Oxford) och Cathérine (född Whitter) och brorson till Thomas Babington Macaulay. Han studerade vid Charterhouse, i Bath och vid St John's College, Cambridge från 1827, där han fick sin B.A. 1830 och sin M.A. 1833 Han var samtida med Charles Darwin vid Cambridge och 1829 grälade de om vem som skulle köpa en skalbagge av en lokal försäljare. Han efterträdde John Stevens Henslow som cambridgeuniversitetets professor i botanik 1861 och författade, förutom botaniska verk (speciellt om björnbär), även många artiklar om insekter. Den 3 april 1866 gifte han sig med Anna Maria Walker.
Babington var medlem i flera vetenskapliga sällskap som Botanical Society of Edinburgh, Linnean Society (1853), Geological Society of London, Royal Society (1851), och 1833 deltog han vid bildandet av Entomological Society of London (senare Royal Entomological Society)
Han skrev bland annat Flora Bathoniensis (1839 - om floran kring Bath), Manual of British botany (1843), Flora of Cambridgeshire (1860), The British Rubi (1869 - "brittiska björnbär") och var redaktör för Annals and Magazine of Natural History från 1842. Hans herbarium och bibliotek finns bevarat på University of Cambridge.
John Lindley uppkallade 1842 släktet Babingtonia efter Babington. Även björnbärsarterna Rubus babingtonii (Thomas Bell Salter 1845) och R. babingtonianus (W. C. R. Watson är uppkallade efter honom.
Auktorsnamnet Bab. kan användas för Charles Cardale Babington i samband med ett vetenskapligt namn inom botaniken; se Wikipediaartiklar som länkar till auktorsnamnet.